# Fuerza Amarilla Sporting Club
Fuerza Amarilla Sporting Club, mayormente conocido como Fuerza Amarilla, fue un club deportivo ecuatoriano originario de la ciudad de Machala, fundado el 23 de diciembre de 1999.
Su disciplina principal era el fútbol en el que debutaba en la Segunda Categoría de El Oro en 2005.
El club jugaba sus partidos de local en el Estadio 9 de Mayo, el cual tiene una capacidad de 16 456 personas reglamentariamente y es propiedad de la Federación Deportiva de El Oro.
Luego de no presentarse a su partido ante Bonita Banana por la segunda fecha de la Segunda Categoría de El Oro el 27 de abril del 2022, Fuerza Amarilla perdió categoría y afiliación a la FEF, con esto pierde la categoría. Posteriormente el club desapareció ese mismo día.

## Historia
El 27 de octubre de 1999 el Dr. José Aroca tomó la iniciativa y comenzó a averiguar los requisitos para fundar un club de fútbol, los cuales cumplió en su totalidad. Su amigo, el profesor Jimmy Lomas, entonces Secretario de la Federación Deportiva de El Oro, se comprometió a ayudar con los trámites para obtener Ia vida jurídica en Quito.
- Fuerza Amarilla S.C logró su primera consagración en el 2008. En su cuarta participación en el Campeonato Provincial de Segunda Categoría El Oro sumó 21 puntos y +11 de gol diferencia en el hexagonal final, lo que le permitió adjudicarse el título de manera brillante e impecable. La segunda casilla la obtuvo Atlético Audaz, que esa temporada terminó ascendiendo a la Serie B.

Plantilla Titular: Byron Urdin; Jefferson Soto, Cristhian Chila, Washington Hurtado, Cristhian Cortez; Otoniel Hurtado, Carlos Ajila, David Hernández, Marco Orozco; Pablo Lara y Richard Pacheco. Director Técnico: Hector Silva
- Luego de 3 años en el torneo, en el año 2011 el conjunto aurinegro realizó una estupenda campaña; fe de ello dan las 11 victorias, 4 empates y 1 derrota en 16 partidos jugados, con 47 goles a favor, de los cuales Wagner Valencia marcó 14 para convertirse en el Máximo Artillero del Campeonato.

Alineación titular: Victor Ruiz, Robert Aguilar, Wilson Ortega, Anthony Robledo, Washington Mauret; Jean Carrillo, Darwin Perlaza, Carlos Henriquez, Carlos Ajila; Jaime Serrano y Wagner Valencia. Y como director técnico: Hector Silva. 
- Finalmente hay que destacar la reciente consecución un sábado 20 de julio de 2013 donde el escenario testigo fue el mítico 9 de Mayo, las cosas estaban dadas para que el conjunto de Fuerza Amarilla S.C., que enfrentaba a un Santa Rosa F.C. ya eliminado, se hiciera de una victoria y por ende del título. Sin embargo, las cosas no sería tan fáciles, ganaban los locales 1 a 0 y los visitantes lograron darlo vuelta 3 a1 pero ingresaría Angel Pután para cambiarle la cara al partido y dar inicio al vendabal de goles, 8 en total, sobre 3 de Santa Rosa F.C. ese marcador final más que suficiente para levantar la Copa de Campeón. Nuevamente un jugador del Campeón sería el goleador del Campeonato, esta vez fue: Cesar Barre con 23 goles.

Alineación titular: Javier Carvajal, Kevin Armijos, Ricardo Márquez, Jorge Majao; Washington Mauret; Hector Ramírez, Humberto Mina, Diego Valarezo, Jean Carrillo, Cristhian Vivas y Cesar Barre. Y como Director técnico: Ángel Gracia. 

### 2015: Año del ascenso.
Unos años después, Fuerza Amarilla tiene la oportunidad de llegar a la Serie A. Para ello, accedió a la serie de privilegio, tras quedar en el 2° lugar de la Tabla Acumulada y tras eliminar a Olmedo de Riobamba, con un marcador contundente y explícito de 4 a 1 en un encuentro cerrado sin público y logra el anhelado ascenso a la Serie A de Ecuador por primera vez en su historia, partido que fue disputado en el Estadio 9 de Mayo de Machala.

### 2016ː Debut en la Serie A y Clasificación a su Primera Copa Sudamericana
Durante la temporada 2016, el cuadro machaleño tuvo altas y bajas, tras la oficialización por parte de la Confederación Sudamericana de Fútbol de aumentar a 4 equipos para la Copa Libertadores 2017, esto hizo que para el Campeonato Ecuatoriano 2016 del 5° al 8° puesto se clasificasen a la Copa Sudamericana, en la última fecha jugada el sábado 10 de diciembre de 2016, logra clasificarse para la Copa Sudamericana 2017 al haber empatado ante la Universidad Católica por marcador de 2 goles por bando y pasando al Delfín en la tabla acumulada por un punto al haber terminado en 8° lugar con 49 puntos y un gol diferencia de -13 se convirtiera en el 1° equipo machaleño en participar en un torneo internacional y llevaron a los cuadros de Aucas y Mushuc Runa al descenso a la Serie B.

### 2017ː Una corta Copa Sudamericana y el nuevo descenso
La crisis deportiva, futbolística e institucional, que atraviesa el club machaleño, se hizo insostenible en el Campeonato Ecuatoriano 2017. Finalmente Fuerza Amarilla consumó su descenso a la Serie B, tras caer 0-3 ante Emelec, el 11 de noviembre del 2017 en el Estadio 9 de Mayo de Machala, lo que provocó que acabara en la última posición de la tabla.

### 2018ː Un nuevo ascenso
El domingo 25 de noviembre de 2018 en el estadio 9 de mayo se jugaba la mínima posibilidad el equipo de Fuerza Amarilla contra un América de Quito ya clasificado a la serie A de fútbol ecuatoriano el cual vencería al América 2 a 1 y con ello lograría la clasificación nuevamente a la serie A y con ello dando felicidad al público machaleño.

### 2019ː Un nuevo descenso
La crisis deportiva, económica, futbolística e institucional, que atraviesa el club machaleño, se hizo insostenible en el Campeonato Ecuatoriano 2019. Finalmente Fuerza Amarilla consumó su segundo descenso a la Serie B, tras caer 0 a 4 ante El Nacional, el 27 de octubre de 2019 en el Estadio 9 de Mayo de Machala, lo que provocó que acabara en la última posición de la tabla.

### 2020ː El descenso a Segunda Categoría
Fuerza Amarilla consumó su primer descenso a la Segunda Categoría, tras empatar 1 a 1 ante América de Quito, el 14 de noviembre de 2020 en el Estadio 9 de Mayo de Machala, lo que provocó que acabara en la última posición de la tabla.

## Presidentes
- 1999 - 2012: José Aroca Cely
- 2013 - 2019: Favián Aguilar
- 2019 - 2020: José Aroca Cely

## Uniforme
- Uniforme titular: Camiseta amarilla con detalles negros, pantalón negro, medias negras.
- Uniforme alterno: Camiseta blanca con detalles rojos, pantalón rojo, medias blancas.

### Evolución del uniforme titular
| 2014 | 2015 | 2016 | 2017 | 2018 | 2019 | 2020 |

### Evolución del uniforme alterno
| 2014 | 2015 | 2016 | 2017 | 2018 | 2019 | 2020 |

### Evolución del tercer uniforme
| 2020 |

### Auspiciantes
| Indumentaria |           |
| Período      | Proveedor |
| 2015         | Reusch    |
| 2016-2017    | Boman     |
| 2018         | SPRIC     |
| 2019-2020    | Elohim    |

| Patrocinador |                      |
| Período      | Patrocinador oficial |
| 2015-2016    | Oroporto             |
| 2017         | Sin Patrocinador     |
| 2018         | EXBAFRUC             |
| 2019         | Sin Patrocinador     |
| 2020         | Elohimtex            |

## Estadio

### Estadio 9 de Mayo
El Estadio 9 de Mayo, propiedad de la Federación Deportiva de El Oro, es el estadio donde juega de local Fuerza Amarilla. Fue inaugurado el 9 de mayo de 1939 en conmemoración de los 44 años de la Batalla de las Carretas y posee una capacidad de 16 456 personas reglamentariamente. Se encuentra ubicado en la ciudad de Machala, con dirección en: Av. 25 de Junio y Las Palmeras.
Como estadio alternativo para los partidos de torneos internacionales se utiliza el Estadio George Capwell o el Estadio Modelo Alberto Spencer, ambos ubicados en la ciudad de Guayaquil.

## Datos del club
- Puesto histórico: 36.° (36.° según la RSSSF)[5]
- Temporadas en Serie A: 3 (2016-2017, 2019).
- Temporadas en Serie B: 3 (2015, 2018, 2020).
- Temporadas en Segunda Categoría: 11 (2005-2014, 2022).
- Mejor puesto en la liga: 8.° (2016).
- Peor puesto en la liga: 16.° (2019).
- Mayor goleada a favor en torneos nacionales:
  - 3 - 0 contra Deportivo Cuenca (4 de noviembre de 2016).[6]
  - 3 - 0 contra El Nacional (4 de febrero de 2017).[7]
- Mayor goleada en contra en torneos nacionales:
  - 6 - 0 contra El Nacional (24 de septiembre de 2017).[8]
  - 6 - 0 contra Independiente del Valle (22 de octubre de 2017).[9]
- Máximo goleador histórico: Roberto Ordóñez (10 goles anotados en partidos oficiales).
- Máximo goleador en torneos nacionales: Roberto Ordóñez (10 goles).
- Máximo goleador en torneos internacionales: Wagner Valencia, Luis Bolaños y Byron Cano (1 gol cada uno).
- Primer partido en torneos nacionales:
  - Fuerza Amarilla 2 - 1 Aucas (7 de febrero de 2016 en el Estadio 9 de Mayo).[10]
- Primer partido en torneos internacionales:
  - O'Higgins 1 - 0 Fuerza Amarilla (28 de febrero de 2017 en el Estadio El Teniente) (Conmebol Sudamericana 2017).[11]

### Participaciones internacionales
| Competición               | Edición |
| ------------------------- | ------- |
| Conmebol Sudamericana (1) | 2017.   |

Nota: En negrita competiciones vigentes en la actualidad.
| Conmebol Sudamericana      | Conmebol Sudamericana | Conmebol Sudamericana | Conmebol Sudamericana | Conmebol Sudamericana | Conmebol Sudamericana | Conmebol Sudamericana | Conmebol Sudamericana | Conmebol Sudamericana                            |
| Edición                    | Ronda                 | PJ                    | PG                    | PE                    | PP                    | GF                    | GC                    | Goleador                                         |
| -------------------------- | --------------------- | --------------------- | --------------------- | --------------------- | --------------------- | --------------------- | --------------------- | ------------------------------------------------ |
| Copa Sudamericana 2002     | No se clasificó       | No se clasificó       | No se clasificó       | No se clasificó       | No se clasificó       | No se clasificó       | No se clasificó       | No se clasificó                                  |
| Copa Sudamericana 2003     | No se clasificó       | No se clasificó       | No se clasificó       | No se clasificó       | No se clasificó       | No se clasificó       | No se clasificó       | No se clasificó                                  |
| Copa Sudamericana 2004     | No se clasificó       | No se clasificó       | No se clasificó       | No se clasificó       | No se clasificó       | No se clasificó       | No se clasificó       | No se clasificó                                  |
| Copa Sudamericana 2005     | No se clasificó       | No se clasificó       | No se clasificó       | No se clasificó       | No se clasificó       | No se clasificó       | No se clasificó       | No se clasificó                                  |
| Copa Sudamericana 2006     | No se clasificó       | No se clasificó       | No se clasificó       | No se clasificó       | No se clasificó       | No se clasificó       | No se clasificó       | No se clasificó                                  |
| Copa Sudamericana 2007     | No se clasificó       | No se clasificó       | No se clasificó       | No se clasificó       | No se clasificó       | No se clasificó       | No se clasificó       | No se clasificó                                  |
| Copa Sudamericana 2008     | No se clasificó       | No se clasificó       | No se clasificó       | No se clasificó       | No se clasificó       | No se clasificó       | No se clasificó       | No se clasificó                                  |
| Copa Sudamericana 2009     | No se clasificó       | No se clasificó       | No se clasificó       | No se clasificó       | No se clasificó       | No se clasificó       | No se clasificó       | No se clasificó                                  |
| Copa Sudamericana 2010     | No se clasificó       | No se clasificó       | No se clasificó       | No se clasificó       | No se clasificó       | No se clasificó       | No se clasificó       | No se clasificó                                  |
| Copa Sudamericana 2011     | No se clasificó       | No se clasificó       | No se clasificó       | No se clasificó       | No se clasificó       | No se clasificó       | No se clasificó       | No se clasificó                                  |
| Copa Sudamericana 2012     | No se clasificó       | No se clasificó       | No se clasificó       | No se clasificó       | No se clasificó       | No se clasificó       | No se clasificó       | No se clasificó                                  |
| Copa Sudamericana 2013     | No se clasificó       | No se clasificó       | No se clasificó       | No se clasificó       | No se clasificó       | No se clasificó       | No se clasificó       | No se clasificó                                  |
| Copa Sudamericana 2014     | No se clasificó       | No se clasificó       | No se clasificó       | No se clasificó       | No se clasificó       | No se clasificó       | No se clasificó       | No se clasificó                                  |
| Copa Sudamericana 2015     | No se clasificó       | No se clasificó       | No se clasificó       | No se clasificó       | No se clasificó       | No se clasificó       | No se clasificó       | No se clasificó                                  |
| Copa Sudamericana 2016     | No se clasificó       | No se clasificó       | No se clasificó       | No se clasificó       | No se clasificó       | No se clasificó       | No se clasificó       | No se clasificó                                  |
| Conmebol Sudamericana 2017 | Segunda fase          | 4                     | 1                     | 1                     | 2                     | 3                     | 3                     | Wagner Valencia: 1 Luis Bolaños: 1 Byron Cano: 1 |
| Conmebol Sudamericana 2018 | No se clasificó       | No se clasificó       | No se clasificó       | No se clasificó       | No se clasificó       | No se clasificó       | No se clasificó       | No se clasificó                                  |
| Conmebol Sudamericana 2019 | No se clasificó       | No se clasificó       | No se clasificó       | No se clasificó       | No se clasificó       | No se clasificó       | No se clasificó       | No se clasificó                                  |
| Conmebol Sudamericana 2020 | No se clasificó       | No se clasificó       | No se clasificó       | No se clasificó       | No se clasificó       | No se clasificó       | No se clasificó       | No se clasificó                                  |
| Total                      |                       | 4                     | 1                     | 1                     | 2                     | 3                     | 3                     | Wagner Valencia: 1 Luis Bolaños: 1 Byron Cano: 1 |

### Resumen estadístico
- Última actualización: 1 de junio de 2019.

| Competición                       | Part | PJ  | PG | PE | PP | GF  | GC  | DG   | PTS | Mejor resultado        |
| --------------------------------- | ---- | --- | -- | -- | -- | --- | --- | ---- | --- | ---------------------- |
| Torneos nacionales                |      |     |    |    |    |     |     |      |     |                        |
| Campeonato Ecuatoriano de Fútbol* | 3    | 118 | 21 | 30 | 67 | 107 | 212 | -105 | 83  | 8.°                    |
| Copa Ecuador                      | 1    | 2   | 0  | 0  | 2  | 1   | 4   | -3   | 0   | Dieciseisavos de final |
| Torneos internacionales           |      |     |    |    |    |     |     |      |     |                        |
| Conmebol Sudamericana             | 1    | 4   | 1  | 1  | 2  | 3   | 3   | 0    | 4   | Segunda fase           |
| Total                             | 5    | 124 | 22 | 31 | 71 | 111 | 219 | -108 | 87  |                        |

* Fuerza Amarilla perdió 5 puntos por no presentar roles de pago a tiempo en 2017 y 5 en 2019.

## Máximos goleadores históricos
| N.° | Jugador         | Temporadas   | Goles |
| --- | --------------- | ------------ | ----- |
| 1   | Roberto Ordóñez | 2016.        | 10    |
| 2   | Armando Wila    | 2016 y 2017. | 9     |
| 3   | Cristhian Cuero | 2016-2017.   | 9     |
| 4   | Ángel Gracia    | 2016-2017.   | 6     |
| 5   | Wagner Valencia | 2016-2017.   | 6     |

## Palmarés

### Torneos nacionales
| Competición                        | Títulos | Subcampeonatos |
| ---------------------------------- | ------- | -------------- |
| Serie B de Ecuador (0/1)           |         | 2015.          |
| Segunda Categoría de Ecuador (0/1) |         | 2014.          |

### Torneos provinciales
| Competición                     | Títulos                 | Subcampeonatos |
| ------------------------------- | ----------------------- | -------------- |
| Segunda Categoría de El Oro (4) | 2008, 2011, 2013, 2014. |                |

### Torneos amistosos
| Torneos nacionales      |         |                   |
| Competición             | Títulos | Subcampeonatos    |
| Copa Nelson Muñoz (0/3) |         | 2015, 2016, 2017. |